# Furigana
A furigana (振り仮名) é a forma de escrever a pronúncia de uma ou mais palavras no idioma Japonês ao seu lado direito, quando a escrita é vertical, ou ao lado superior, quando a escrita é horizontal (exemplo: 振り仮名.) Seu uso mais comum é o de anotar para o leitor como deve ser lido um ideograma kanji, cuja pronúncia pode variar de palavra para palavra, utilizando o silabário hiragana, cuja pronúncia não varia. Há também casos da furigana ser usada como uma ferramenta de escrita por autores, permitindo a eles escrever anotações sobre palavras em vez de suas pronúncias.
| 漢 | か ん |
| 字 | じ    |

| かん | じ |
| 漢   | 字 |

A furigana é encontrada principalmente em textos destinados para crianças e adolescentes, porém é utilizada com menor frequência em textos gerais, especialmente em palavras escritas com kanji que normalmente seriam escritas com hiragana, ou em palavras com kanji antigos que não são encontrados no Japonês moderno.
A furigana Japonesa também é chamada de escrita rubi ou texto rubi por ter sido originada da escrita rubi (ルビ) do idioma Chinês, que similarmente serve para anotar a pronúncia dos caracteres hanzi ao seu lado direito ou superior.